# Ghiacciaio Ochs
Il ghiacciaio Ochs (in inglese Ochs Glacier) è un ghiacciaio situato sulla costa di Ruppert, nella parte occidentale della Terra di Marie Byrd, in Antartide. Il ghiacciaio, il cui punto più alto si trova ad oltre 550 m s.l.m., è situato alla base della penisola Guest e fluisce in direzione nord a partire dal versante settentrionale delle montagne di Chester fino ad entrare nella baia di Block, tra il monte Iphigene e il monte Avers, nelle catene Ford.

## Storia
Il ghiacciaio Ochs è stato scoperto nel 1929 durante la prima spedizione antartica comandata da Richard Evelyn Byrd ed è stato così battezzato da quest'ultimo in onore di Adolph Simon Ochs, editore e proprietario del The New York Times, nonché finanziatore della spedizione.